# Liste der Baudenkmäler im Saarland

Gliederung des Saarlands

In der Liste der Baudenkmäler im Saarland sind die Baudenkmäler im Saarland aufgelistet. Grundlage der Einzellisten sind die in den jeweiligen Listen angegebenen Quellen. Die Angaben in den einzelnen Listen ersetzen nicht die rechtsverbindliche Auskunft der zuständigen Denkmalschutzbehörde.

## Übersicht
| Landkreis                                     | Baudenkmälerliste                                     | Wappen | Lage | Bild eines Baudenkmals |
| --------------------------------------------- | ----------------------------------------------------- | ------ | ---- | ---------------------- |
| Merzig-Wadern                                 | Liste der Baudenkmäler im Landkreis Merzig-Wadern     |        |      | Rathaus                |
| Neunkirchen                                   | Liste der Baudenkmäler im Landkreis Neunkirchen       |        |      | Kirche                 |
| Regionalverband Saarbrücken (Regionalverband) | Liste der Baudenkmäler im Regionalverband Saarbrücken |        |      | Schloss                |
| Saarlouis                                     | Liste der Baudenkmäler im Landkreis Saarlouis         |        |      | Kirche                 |
| Saarpfalz-Kreis                               | Liste der Baudenkmäler im Saarpfalz-Kreis             |        |      | ehemalige Festung      |
| St. Wendel                                    | Liste der Baudenkmäler im Landkreis St. Wendel        |        |      | Kirche                 |